# Adrapetes serraticrus
Adrapetes serraticrus is een rechtvleugelig insect uit de familie Chorotypidae. De wetenschappelijke naam van deze soort is voor het eerst geldig gepubliceerd in 1889 door Karsch.